# Ratzert
Ratzert là một đô thị thuộc huyện Neuwied, trong bang Rheinland-Pfalz, phía tây nước Đức. Đô thị Ratzert có diện tích 2,78 km², dân số thời điểm ngày 31 tháng 12 năm 2006 là 226 người.